# フェロメックス

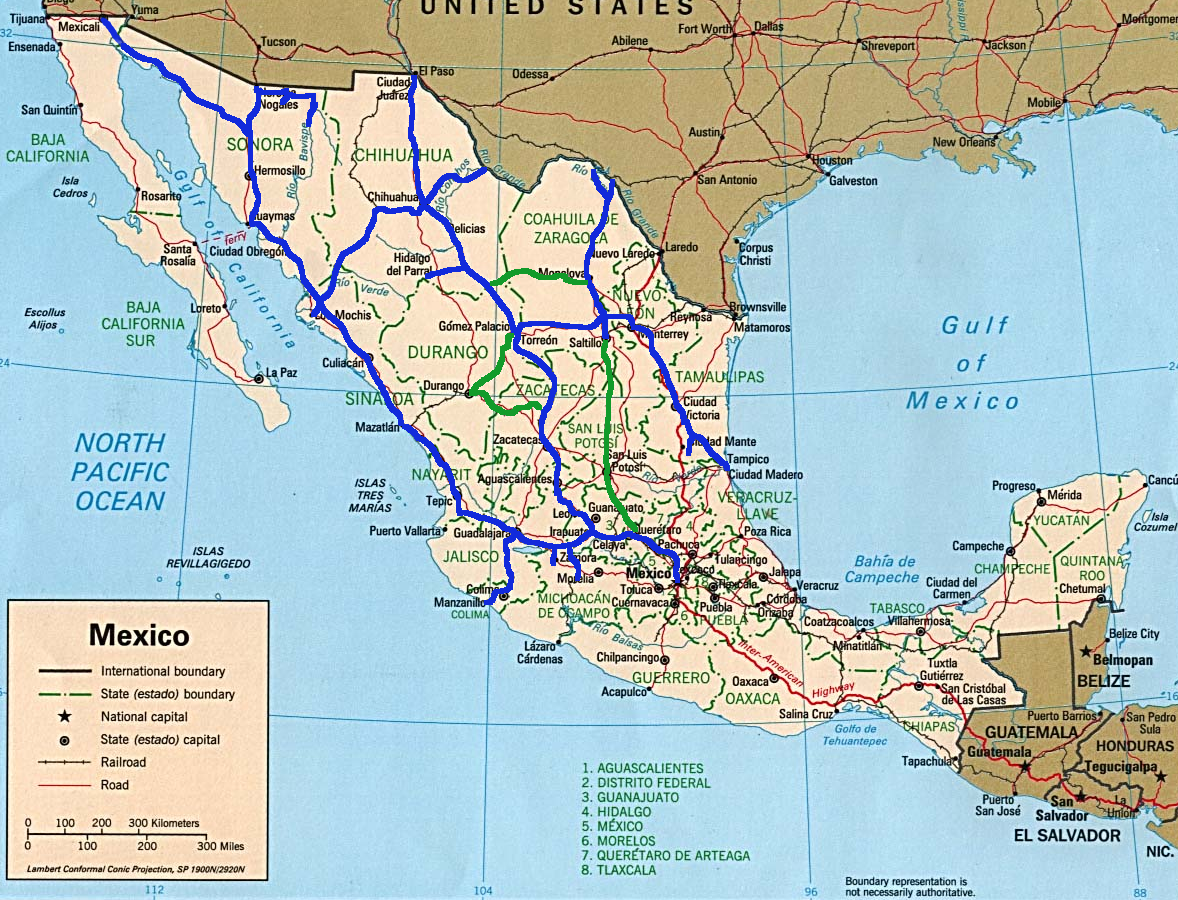
青い線で示した部分がフェロメックスの自社路線、緑の線は通行権を持つ路線である。

フェロメックス (Ferromex) は、メキシコ合衆国における最大の鉄道事業者である。その名称はFerrocarril Mexicanoすなわち「メキシコ鉄道」の短縮形である。運営はメキシコ鉄道グループ (Grupo Ferroviario Mexicano) である。リポーティングマークはGFM。
フェロメックスは、メキシコの経済対策(運輸部門への財政支出抑制)の一環として行われたメキシコ国鉄の民営化の流れの中で、太平洋北部を受け持っていた太平洋北部鉄道が民営化されたものである。入札において、メキシコの巨大鉱山会社であるグルポ・メヒコ(Grupo Mexico)が株式を74％を、アメリカのユニオン・パシフィック鉄道(UP)が26％を落札し、1998年2月19日に業務を開始した。
全線で8,500kmの路線を保有し、メキシコ国内の5つの大都市を結ぶ。また、アメリカとの国境に位置する5つの都市と、太平洋に面した4つの港、メキシコ湾に面した1つの港もその路線網に含まれる。
また、メキシコにおける数少ない旅客列車運行路線であるチワワ太平洋鉄道も運営している。

## フェロスールとの統合
フェロメックスは、自社とともにメキシコにおける3大鉄道会社の一角を占めるフェロスールの親会社であるITF(Infraestructura y Transportes Ferroviarios)への統合を模索している。ITFはグルポ・メヒコの孫会社であり、アメリカで短距離路線やテキサス・パシフィコ・トランスポーテーション(TXPF)を所有している。しかし、メキシコ政府は、この統合がなされると独占禁止法に反するとしている。
この統合提案では、フェロメックスの路線が4,900マイル(7,886km)となり、メキシコ最大の鉄道会社となる予定であった。2002年、統合が試みられたが、独占禁止法への抵触という理由により撤回された。